# RhB G 4/5
Les G 4/5 sont des locomotives à vapeur à tender séparé commandées à 29 exemplaires dès 1904 par les chemins de fer rhétiques (RhB). Construites par la SLM Winterthur, elles sont restées en service jusqu'à l'électrification du réseau, principalement sur la ligne de l’Albula. Deux exemplaires sont préservés en état de marche.

## Histoire

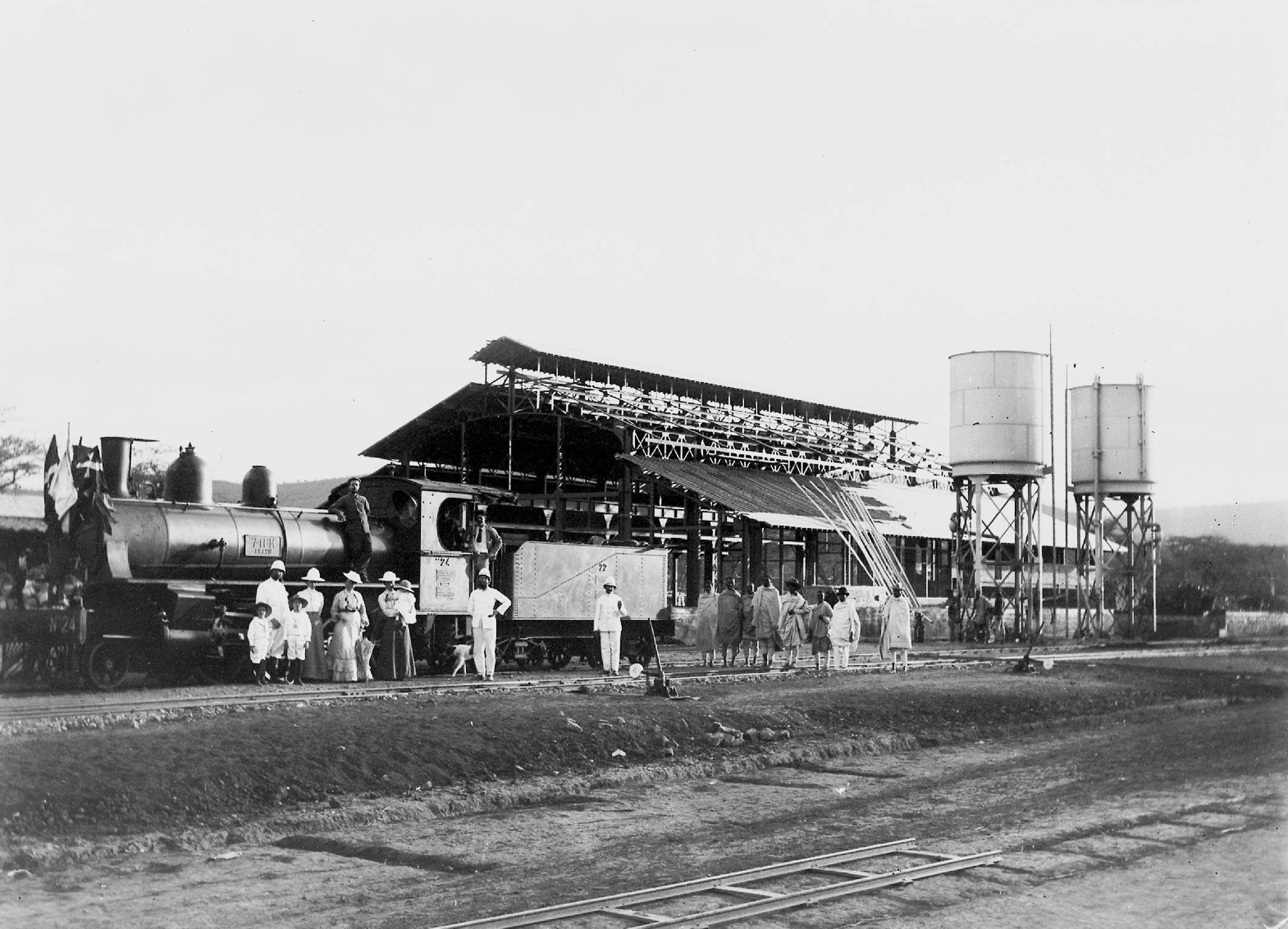
Une locomotive d'un type testé sur le RhB à Dire Dawa, Éthiopie.

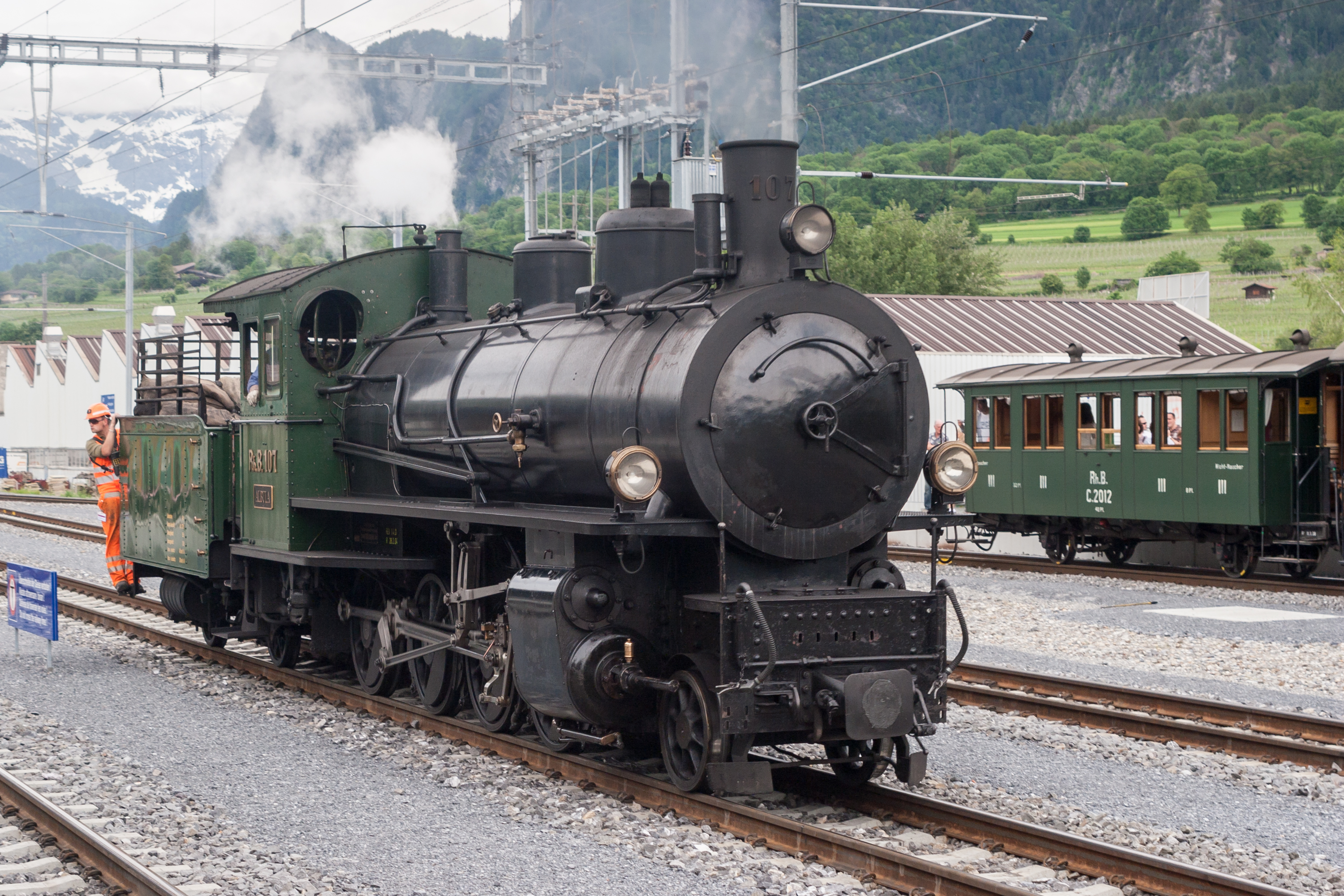
RhB G 4-5 Nr. 107 "Albula" en Untervaz-Trimmis

En 1902, la SLM construisit deux locomotives à 4 essieux moteurs et à vapeur saturée pour les chemins de fer éthiopiens, locomotives qui furent d'abord essayées sur le réseau des RhB. Les résultats positifs de ces essais incitèrent les RhB à acheter 61 500 Fr pièce quatre locomotives identiques. Elles entrèrent en service de juin à août 1904 sous les numéros 101 à 104. Le cahier des charges prévoyait de remorquer des charges de 90 t à la vitesse de 18 km/h en rampe de 35 ‰ et de 45 km/h en palier. Les essais montrèrent que les machines étaient en mesure d'atteindre respectivement 22 et 52 km/h dans ces conditions.
Face à l'augmentation du trafic, les RhB commandèrent en 1906 quatre autres G 4/5 plus puissantes. Elles devaient remorquer des trains de 95 t à 32 km/h en rampe de 35 ‰. Les locomotives no 105 et 106 étaient encore à vapeur saturée, mais les 107 et 108 furent les premières équipées de la surchauffe. Les deux variantes développaient la même puissance, 800 ch, ce qui en faisait les locomotives à vapeur à voie étroite les plus puissantes du monde.
Toutes les autres G 4/5 furent équipées de la surchauffe. 21 locomotives supplémentaires furent commandées en cinq tranches jusqu'en 1915. La dernière locomotive, la 129, fut de plus équipée d'un réchauffeur. Avec 29 exemplaires, les G 4/5 forment la plus grande série de locomotives des RhB.
Le manque de charbon pendant la Première Guerre mondiale remit en question l'utilisation des locomotives à vapeur. Les RhB décidèrent d'électrifier toutes les lignes selon le même principe que la ligne de l'Engadine (Pontresina-Scuol), ouverte en 1914. Ces travaux furent terminés en 1919. En 1920, les G 4/5 109, 110 et 111 furent vendues au chemin de fer de La Robla en Espagne, les 102, 104, 105 et 106 suivirent entre 1949 et 1952, où elles restèrent en service jusque vers 1970. Les 101 et 103 ont été vendues au Brésil en 1924.
Les locomotives 112 à 129 furent envoyées en 1926 et 1927 en Thaïlande, quelques-unes restèrent en service jusqu'aux années 1960. La 118 est exposée comme monument à Chiang Mai, la 123 est conservée pour un musée ferroviaire.
Les 107 et 108 sont restées aux RhB en tant qu'engins moteurs autonomes pour le déneigement, les trains de travaux et de marchandises. Depuis les années 1960, elles assurent également des trains spéciaux. La 107 se trouve aujourd'hui à Landquart, la 108 à Samedan. Elles ont été baptisées en 2006 à l'occasion du festival vapeur 2006 et de leur centième anniversaire ; la 107 porte le nom Albula et la 108 le nom Engiadina.

## construction

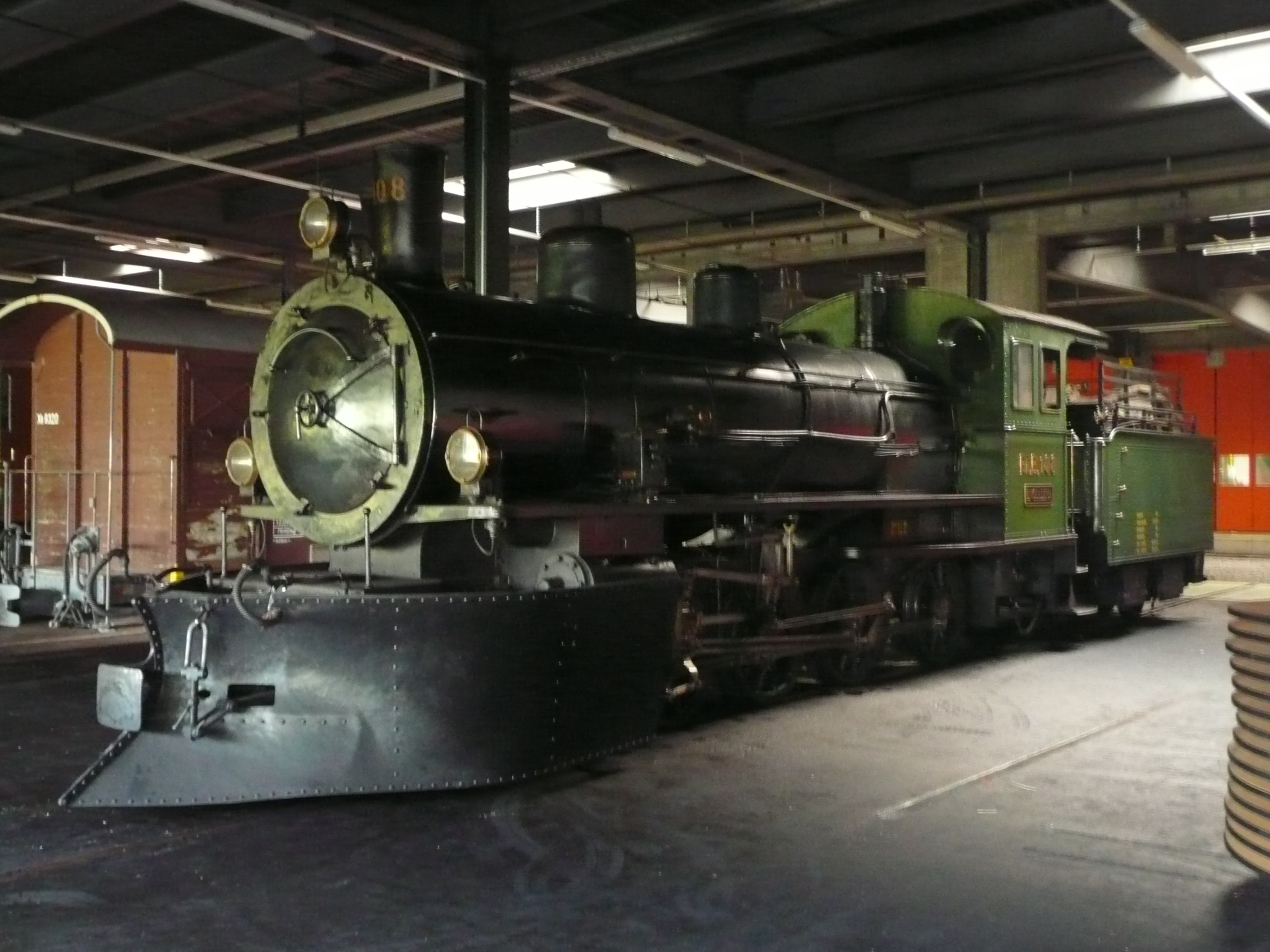
La G 4/5 108 au dépôt de Samedan.

La G 4/5 est une locomotive à tender séparé avec quatre essieux moteurs et un bissel avant. Les six premiers exemplaires sont à vapeur saturée alors que les suivants sont à vapeur surchauffée. Les roues motrices ont un diamètre de 1 050 mm, elles se trouvent à l'extérieur des longerons dont l'épaisseur est de 30 mm ; les premier et quatrième essieux moteurs peuvent se déplacer latéralement de 30 mm pour faciliter l'inscription en courbe. Les bielles motrices entraînent le troisième essieu. Les cylindres, extérieurs, ont une inclinaison de 1:20 sur les machines à vapeur saturée et de 1:40 sur les machines à vapeur surchauffée. Les machines à vapeur saturée sont par ailleurs de type compound, avec le cylindre haute pression à droite et le cylindre basse pression à gauche.
La chaudière des 101 à 104 comporte 176 tubes, celle des 105 et 106 en comporte 196. Les 107 à 129 ont 112 tubes de chauffe, 18 tubes de surchauffe et un surchauffeur Schmidt. Le timbre, à l'origine fixé à 13 bars, a été augmenté à 14 bars sur les 105 et 106. Sur les locomotives suivantes, la surchauffe a permis de réduire le timbre à 12 bars. La chaudière est fixée au châssis au niveau de la boîte à fumée, le foyer peut avancer ou reculer lors des changements de température. De chaque côté de la chaudière se trouve une plateforme (tablier), utilisée lors de la préparation et de la maintenance de la machine. La 129 est la seule machine équipée d'un réchauffeur, celui-ci est monté sous le tablier, du côté droit.
Le tender des quatre premières machines peut contenir deux tonnes de charbon et 5 000 litres d'eau. Pour raccourcir le trajet entre Coire et St Moritz, les 105 à 122 ont des tenders plus grands, capables d'embarquer 2,5 tonnes de charbon et 980 litres d'eau. Cela permit de supprimer des ravitaillements à certains arrêts, seule une prise d'eau restant nécessaire à Thusis. Les tenders des 123 à 129 sont plus grands encore, ils peuvent contenir 10 000 litres d'eau et toujours 2,5 tonnes de charbon.
L'éclairage était à l'origine assuré par des lanternes à pétrole. Les locomotives livrées après 1906 ont un  éclairage électrique alimenté par une batterie, elle-même chargée par une génératrice entraînée par l'essieu arrière du tender. Les 102 à 104 ont reçu en 1924 un éclairage électrique avec batterie, sans génératrice.
Le freinage est assuré par un frein à main agissant su les essieux du tender et par un frein à vide système Hardy agissant sur les premier et troisième essieux moteurs ainsi que les essieux du tender. Pour maîtriser la vitesse du train sur les longues pentes, un freinage à répression d'air système Riggenbach est également installé.

## Liste des G 4/5 des chemins de fer rhétiques
| Numéro RhB | Numéro SLM | Mise en service | Réforme | Prix (SFr.) | État |
| ---------- | ---------- | --------------- | ------- | ----------- | --- |
| 101        | 1582       | 18.06.1904      | 1924    | 61.500      | 1924 : vendue à l'Estrada de Ferro Maricá, au Brésil ; 1943 : CB (Estrada de Ferro Central do Brasil), no 1230 ; 1963 : EFL (Estrada de Ferro Leopoldina), réformée peu après. |
| 102        | 1583       | 28.06.1904      | 1949    | 61.500      | Au chemin de fer de la Robla, no 102 Ceferino de Urien, réformée vers 1970 |
| 103        | 1584       | 06.07.1904      | 1924    | 61.500      | 1924 : vendue à l'Estrada de Ferro Maricá, au Brésil ; 1943 : CB (Estrada de Ferro Central do Brasil), no 1231 ; 1963 : EFL (Estrada de Ferro Leopoldina), réformée peu après. |
| 104        | 1587       | 12.08.1904      | 1950    | 61.500      | Au chemin de fer de la Robla, no 104 José de Aresti, réformée vers 1970 |
| 105        | 1707       | 25.04.1906      | 1951    | 74.000      | Au chemin de fer de la Robla, no 105 Guillermo Baraudiaran, réformée vers 1970                                                                                                 |
| 106        | 1708       | 30.04.1906      | 1952    | 74.000      | Au chemin de fer de la Robla, no 106 Manuel Oraa, réformée vers 1970 |
| 107        | 1709       | 16.05.1906      | -       | 77.500      | Préservée en état de marche, baptisée Albula depuis 2006 |
| 108        | 1710       | 07.06.1906      | -       | 77.500      | Préservée en état de marche, baptisée Engiadina depuis 2006 |
| 109        | 1813       | 16.04.1907      | 1920    | 77.500      | Au chemin de fer de la Robla, no 109 José Ignacio Ustara, réformée vers 1970                                                                                                   |
| 110        | 1814       | 24.04.1907      | 1920    | 77.500      | Au chemin de fer de la Robla, no 110 José Maria San Martin, réformée vers 1970                                                                                                 |
| 111        | 1815       | 03.05.1907      | 1920    | 77.500      | Au chemin de fer de la Robla, no 111 Victoriano Garay, réformée vers 1970 |
| 112        | 1816       | 18.05.1907      | 1927    | 77.500      | Aux chemins de fer thaïlandais, no 343, réformée en 1956 |
| 113        | 1817       | 27.05.1907      | 1927    | 77.500      | Aux chemins de fer thaïlandais, no 344, réformée en 1954 |
| 114        | 1818       | 04.06.1907      | 1927    | 77.500      | Aux chemins de fer thaïlandais, no 345, réformée en 1950 |
| 115        | 1987       | 23.04.1909      | 1927    | 77.500      | Aux chemins de fer thaïlandais, no 346, réformée en 1950 |
| 116        | 1988       | 30.04.1909      | 1927    | 77.500      | Aux chemins de fer thaïlandais, no 347, réformée en 1953 |
| 117        | 1989       | 07.05.1909      | 1927    | 77.500      | Aux chemins de fer thaïlandais, no 348, réformée en 1950 |
| 118        | 2208       | 23.03.1912      | 1926    | 77.500      | Aux chemins de fer thaïlandais, no 340, exposée à Chiang Mai |
| 119        | 2209       | 03.04.1912      | 1926    | 77.500      | Aux chemins de fer thaïlandais, no 342, réformée en 1954 |
| 120        | 2329       | 28.06.1913      | 1926    | 77.500      | Aux chemins de fer thaïlandais, no 341, réformée en 1954 |
| 121        | 2330       | 04.07.1913      | 1926    | 77.500      | Aux chemins de fer thaïlandais, no 339, réformée en 1959 |
| 122        | 2331       | 21.07.1913      | 1926    | 77.500      | Aux chemins de fer thaïlandais, no 338, réformée en 1965 |
| 123        | 2331       | 29.01.1914      | 1926    | 83.300      | Aux chemins de fer thaïlandais, no 336, en réserve pour un musée |
| 124        | 2510       | 06.05.1915      | 1926    | 83.300      | Aux chemins de fer thaïlandais, no 337, réformée en 1964 |
| 125        | 2511       | 10.05.1915      | 1926    | 83.300      | Aux chemins de fer thaïlandais, no 335, réformée en 1953 |
| 126        | 2512       | 17.05.1915      | 1926    | 83.300      | Aux chemins de fer thaïlandais, no 331, réformée en 1956 |
| 127        | 2513       | 31.05.1915      | 1926    | 83.300      | Aux chemins de fer thaïlandais, no 332, réformée en 1961 |
| 128        | 2514       | 08.06.1915      | 1926    | 83.300      | Aux chemins de fer thaïlandais, no 333, réformée en 1958 |
| 129        | 2515       | 12.07.1915      | 1926    | 86.500      | Aux chemins de fer thaïlandais, no 334, réformée en 1950 |